# Ultimate Ghosts'n Goblins
Ultimate Ghosts'n Goblins (极魔界村, Makaimura Goku) é um jogo eletrônico da série Ghosts'n Goblins desenvolvida pela Capcom para PSP em 2006. É o primeiro jogo da série a usar gráficos em 3D, mantendo a jogabilidade de outros jogos da série, em 2D . Também marca o retorno do criador da saga Tokurou Fuijiwara.

## Jogabilidade
Há três modos de jogo específicos disponíveis desde o início do jogo:
- Modo Novice
- Modo padrão
- Modo de final

O modo de jogo principal, Modo padrão, é uma partida para a série, quando o cavaleiro Arthur, o principal do jogo, começa com seis vidas e quando um jogador perde uma dessas vidas, transformando-se em uma caveira, Arthur continua do mesmo lugar. A armadura de Arthur agora pode ser atingida mais de uma vez. Quando ele finalmente perde sua armadura e é lançado para baixo a sua cueca samba canção, ele só pode sustentar mais um hit.
O Modo de final joga de forma semelhante aos antigos Ghosts'n Goblins, onde Arthur tem um menor número de vidas e uma vez que ele morre (transformando-se em caveira), ele é enviado de volta para um ponto pré-determinado do jogo em vez de ser ressuscitado. Ele vai ser enviado de volta ao início, ou se ele viajou longe o suficiente antes de morrer, em um ponto do jogo no meio do caminho. Neste modo, Arthur só pode ter um hit antes de perder a armadura, não importa o tipo que ele está vestindo. Este modo é para os tradicionalistas e os jogadores experientes.
O Modo Novice é uma versão mais fácil de modo padrão. Alguns obstáculos ambientais são excluídos deste modo, como os furacões no Castelo da Morte.